# Zonatenga
Zonatenga est une commune rurale située dans le département de Diabo de la province du Gourma dans la région de l'Est au Burkina Faso.

## Géographie
Zonatenga est situé à 9 km au Sud-Ouest de Diabo, le chef-lieu du département.

## Santé et éducation
Zonatenga accueille un centre de santé et de promotion sociale (CSPS).